# Château du Mesnil-d'O
Le château du Mesnil-d'O est une demeure qui se dresse sur le territoire de l'ancienne commune française de Vieux-Fumé dans le département du Calvados, en région Normandie.
Le château est partiellement classé aux monuments historiques.

## Localisation
Le château est situé à Vieux-Fumé, au lieudit le Mesnil, dans le département français du Calvados.

## Historique
Le site était occupé par un ancien édifice. Le fief passe en 1666 à une famille protestante, Morin du Mesnil, qui abjure lors de la révocation de l'édit de Nantes.
Le château actuel est construit au XVIIIe siècle par Jacques Robert Morin du Mesnil, major de la milice bourgeoise de Caen. Il est terminé vers 1740. Sa fille et son gendre, Élie de Beaumont, habitèrent au château, avant que ne leur soit restituée la terre de Canon.
L'édifice modeste est utilisé pour la chasse et comme séjour de campagne.
Les bâtiments annexes et le parc sont restaurés au début des années 1960. L'intérieur est rénové au début des années 1980.

## Description
Le château, très caractéristique des demeures élevées autour de Caen sous Louis XV, est bâti en calcaire. Il a conservé, presque intact,le décor d'origine de ses pièces de réception.

## Protection aux monuments historiques
Les façades et toitures du château et de l'orangerie ; l'escalier avec sa rampe en fer forgé ; les pièces du rez-de-chaussée avec leur décor : grand salon, bureau, salon d'Achille, boudoir sont classés au titre des monuments historiques par arrêté du 7 octobre 1975.